# Qualificazioni al campionato europeo femminile di calcio 1997
Le qualificazioni al campionato europeo femminile di calcio 1997 ebbero luogo dal 17 settembre 1995 al 29 settembre 1996. Videro coinvolte 34 squadre divise in due classi. Solo le 16 squadre della classe A si contesero gli otto posti per la fase finale.

## Classe A

### Gruppo 1
| Data              | Luogo        | Squadra 1  | Risultato | Squadra 2  |
| ----------------- | ------------ | ---------- | --------- | ---------- |
| 19 settembre 1995 | Ulefoss      | Norvegia   | 17 - 0    | Slovacchia |
| 20 settembre 1995 | Tampere      | Finlandia  | 0 - 3     | Germania   |
| 11 ottobre 1995   | Bardejov     | Slovacchia | 0 - 0     | Finlandia  |
| 25 ottobre 1995   | Bratislava   | Slovacchia | 0 - 3     | Germania   |
| 11 aprile 1996    | Unterhaching | Germania   | 2 - 0     | Slovacchia |
| 2 maggio 1996     | Jena         | Germania   | 1 - 3     | Norvegia   |
| 5 maggio 1996     | Gifhorn      | Germania   | 6 - 0     | Finlandia  |
| 25 maggio 1996    | Espoo        | Finlandia  | 0 - 2     | Norvegia   |
| 6 giugno 1996     | Trondheim    | Norvegia   | 0 - 0     | Germania   |
| 6 luglio 1996     | Kolbotn      | Norvegia   | 7 - 0     | Finlandia  |
| 14 agosto 1996    | Kauniainen   | Finlandia  | 2 - 1     | Slovacchia |
| 31 agosto 1996    | Levice       | Slovacchia | 0 - 4     | Norvegia   |

| Pos | Squadra    | Pti | G | V | N | P | GF | GS |
| --- | ---------- | --- | - | - | - | - | -- | -- |
| 1   | Norvegia   | 16  | 6 | 5 | 1 | 0 | 33 | 1  |
| 2   | Germania   | 13  | 6 | 4 | 1 | 1 | 15 | 3  |
| 3   | Finlandia  | 4   | 6 | 1 | 1 | 4 | 2  | 19 |
| 4   | Slovacchia | 1   | 6 | 0 | 1 | 5 | 1  | 28 |

Norvegia qualificata. Germania e Finlandia ai playoff A, Slovacchia ai playoff A-B.

### Gruppo 2
| Data              | Luogo            | Squadra 1   | Risultato | Squadra 2   |
| ----------------- | ---------------- | ----------- | --------- | ----------- |
| 17 settembre 1995 | Reykjavik        | Islanda     | 1 - 4     | Russia      |
| 30 settembre 1995 | Akranes          | Islanda     | 3 - 3     | Francia     |
| 7 ottobre 1995    | Reykjavik        | Islanda     | 2 - 0     | Paesi Bassi |
| 14 ottobre 1995   | Voronezh         | Russia      | 0 - 0     | Francia     |
| 14 novembre 1995  | Koog aan de Zaan | Paesi Bassi | 1 - 1     | Russia      |
| 9 dicembre 1995   | Montpellier      | Francia     | 1 - 1     | Paesi Bassi |
| 6 aprile 1996     | Sassenheim       | Paesi Bassi | 1 - 2     | Francia     |
| 18 maggio 1996    | Seljatino        | Russia      | 0 - 1     | Paesi Bassi |
| 25 maggio 1996    | Valence          | Francia     | 0 - 1     | Russia      |
| 1º giugno 1996    | Angers           | Francia     | 3 - 0     | Islanda     |
| 5 giugno 1996     | Den Ham          | Paesi Bassi | 0 - 2     | Islanda     |
| 17 agosto 1996    | Mosca            | Russia      | 4 - 0     | Islanda     |

| Pos | Squadra     | Pti | G | V | N | P | GF | GS |
| --- | ----------- | --- | - | - | - | - | -- | -- |
| 1   | Russia      | 11  | 6 | 3 | 2 | 1 | 10 | 3  |
| 2   | Francia     | 9   | 6 | 2 | 3 | 1 | 9  | 6  |
| 3   | Islanda     | 7   | 6 | 2 | 1 | 3 | 8  | 14 |
| 4   | Paesi Bassi | 5   | 6 | 1 | 2 | 3 | 4  | 8  |

Russia qualificata. Francia e Islanda ai playoff A, Paesi Bassi ai playoff A-B.

### Gruppo 3
| Data             | Luogo      | Squadra 1   | Risultato | Squadra 2   |
| ---------------- | ---------- | ----------- | --------- | ----------- |
| 21 ottobre 1995  | Verona     | Italia      | 7 - 0     | Croazia     |
| 1º novembre 1995 | Sunderland | Inghilterra | 1 - 1     | Italia      |
| 4 novembre 1995  | Samobor    | Croazia     | 0 - 2     | Portogallo  |
| 19 novembre 1995 | Charlton   | Inghilterra | 5 - 0     | Croazia     |
| 9 dicembre 1995  | Evora      | Portogallo  | 0 - 2     | Italia      |
| 11 febbraio 1996 | Benavente  | Portogallo  | 0 - 5     | Inghilterra |
| 16 marzo 1996    | Cosenza    | Italia      | 2 - 1     | Inghilterra |
| 7 aprile 1996    | Mestre     | Italia      | 4 - 1     | Portogallo  |
| 18 aprile 1996   | Osijek     | Croazia     | 0 - 2     | Inghilterra |
| 11 maggio 1996   | Porec      | Croazia     | 0 - 0     | Italia      |
| 19 maggio 1996   | Brentford  | Inghilterra | 3 - 0     | Portogallo  |
| 25 maggio 1996   | Coimbra    | Portogallo  | 1 - 0     | Croazia     |

| Pos | Squadra     | Pti | G | V | N | P | GF | GS |
| --- | ----------- | --- | - | - | - | - | -- | -- |
| 1   | Italia      | 14  | 6 | 4 | 2 | 0 | 16 | 3  |
| 2   | Inghilterra | 13  | 6 | 4 | 1 | 1 | 17 | 3  |
| 3   | Portogallo  | 6   | 6 | 2 | 0 | 4 | 4  | 14 |
| 4   | Croazia     | 1   | 6 | 0 | 1 | 5 | 0  | 17 |

Italia qualificata. Inghilterra e Portogallo ai playoff A, Croazia ai playoff A-B.

### Gruppo 4
| Data              | Luogo                 | Squadra 1 | Risultato | Squadra 2 |
| ----------------- | --------------------- | --------- | --------- | --------- |
| 30 settembre 1995 | Hjørring              | Danimarca | 1 - 2     | Svezia    |
| 10 ottobre 1995   | Hjørring              | Danimarca | 8 - 0     | Romania   |
| 15 ottobre 1995   | Smålandsstenar        | Svezia    | 8 - 0     | Romania   |
| 19 novembre 1995  | Cordova               | Spagna    | 0 - 1     | Danimarca |
| 31 marzo 1996     | Castellón de la Plana | Spagna    | 5 - 1     | Romania   |
| 21 aprile 1996    | Hjørring              | Danimarca | 2 - 0     | Spagna    |
| 1º maggio 1996    | Câmpina               | Romania   | 2 - 2     | Spagna    |
| 11 maggio 1996    | Câmpina               | Romania   | 1 - 2     | Danimarca |
| 12 maggio 1996    | Visby                 | Svezia    | 1 - 1     | Spagna    |
| 2 giugno 1996     | Valencia              | Spagna    | 0 - 8     | Svezia    |
| 26 giugno 1996    | Câmpina               | Romania   | 0 - 5     | Svezia    |
| 31 agosto 1996    | Vasteras              | Svezia    | 2 - 0     | Danimarca |

| Pos | Squadra   | Pti | G | V | N | P | GF | GS |
| --- | --------- | --- | - | - | - | - | -- | -- |
| 1   | Svezia    | 16  | 6 | 5 | 1 | 0 | 26 | 2  |
| 2   | Danimarca | 12  | 6 | 4 | 0 | 2 | 14 | 5  |
| 3   | Spagna    | 5   | 6 | 1 | 2 | 3 | 8  | 15 |
| 4   | Romania   | 1   | 6 | 0 | 1 | 5 | 4  | 30 |

Svezia qualificata. Danimarca e Spagna ai playoff A, Romania ai playoff A-B.

## Classe B

### Gruppo 5
| Data              | Luogo      | Squadra 1 | Risultato | Squadra 2 |
| ----------------- | ---------- | --------- | --------- | --------- |
| 24 settembre 1995 | Toftir     | Fær Øer   | 0 - 2     | Irlanda   |
| 8 ottobre 1995    | Llanelli   | Galles    | 0 - 3     | Irlanda   |
| 11 ottobre 1995   | Bruxelles  | Belgio    | 2 - 0     | Fær Øer   |
| 23 ottobre 1995   | Dumfries   | Scozia    | 7 - 1     | Fær Øer   |
| 25 ottobre 1995   | Bangor     | Galles    | 0 - 1     | Fær Øer   |
| 28 ottobre 1995   | Dublino    | Irlanda   | 3 - 1     | Fær Øer   |
| 5 novembre 1995   | Dublino    | Irlanda   | 2 - 0     | Scozia    |
| 18 novembre 1995  | Bruxelles  | Belgio    | 2 - 0     | Galles    |
| 26 novembre 1995  | Paisley    | Scozia    | 0 - 3     | Belgio    |
| 25 febbraio 1996  | Dublino    | Irlanda   | 5 - 1     | Galles    |
| 24 marzo 1996     | Newtown    | Galles    | 5 - 1     | Scozia    |
| 31 marzo 1996     | Dublino    | Irlanda   | 0 - 1     | Belgio    |
| 7 aprile 1996     | Stirling   | Scozia    | 2 - 4     | Irlanda   |
| 13 aprile 1996    | Barry Town | Galles    | 0 - 0     | Belgio    |
| 20 aprile 1996    | Belgio     | Belgio    | 6 - 1     | Scozia    |
| 4 maggio 1996     | Zulte      | Belgio    | 5 - 1     | Irlanda   |
| 18 maggio 1996    | Toftir     | Fær Øer   | 0 - 9     | Belgio    |
| 25 maggio 1996    | Toftir     | Fær Øer   | 0 - 3     | Scozia    |
| 2 giugno 1996     | Aberdeen   | Scozia    | 3 - 2     | Galles    |
| 8 giugno 1996     | Toftir     | Fær Øer   | 0 - 1     | Galles    |

| Pos | Squadra | Pti | G | V | N | P | GF | GS |
| --- | ------- | --- | - | - | - | - | -- | -- |
| 1   | Belgio  | 22  | 8 | 7 | 1 | 0 | 28 | 2  |
| 2   | Irlanda | 18  | 8 | 6 | 0 | 2 | 20 | 10 |
| 3   | Scozia  | 9   | 8 | 3 | 0 | 5 | 17 | 23 |
| 4   | Galles  | 7   | 8 | 2 | 1 | 5 | 9  | 15 |
| 5   | Fær Øer | 3   | 8 | 1 | 0 | 7 | 3  | 27 |

Belgio avanza al playoff A-B.

### Gruppo 6
| Data              | Luogo            | Squadra 1   | Risultato | Squadra 2   |
| ----------------- | ---------------- | ----------- | --------- | ----------- |
| 12 settembre 1995 | Gorlice          | Polonia     | 9 - 0     | Estonia     |
| 17 settembre 1995 | Milín            | Rep. Ceca   | 11 - 0    | Estonia     |
| 7 ottobre 1995    | Mahilëŭ          | Bielorussia | 0 - 1     | Rep. Ceca   |
| 14 ottobre 1995   | Tallinn          | Estonia     | 0 - 8     | Polonia     |
| 4 novembre 1995   | Kędzierzyn-Koźle | Polonia     | 3 - 0     | Bielorussia |
| 18 maggio 1996    | Brėst            | Bielorussia | 2 - 0     | Polonia     |
| 25 maggio 1996    | Tallinn          | Estonia     | 0 - 7     | Rep. Ceca   |
| 1º giugno 1996    | Tallinn          | Estonia     | 0 - 4     | Bielorussia |
| 8 giugno 1996     | Polonia          | Polonia     | 0 - 1     | Rep. Ceca   |
| 29 giugno 1996    | Čelákovice       | Rep. Ceca   | 5 - 2     | Bielorussia |
| 14 luglio 1996    | Babrujsk         | Bielorussia | 4 - 0     | Estonia     |
| 25 agosto 1996    | Lázně Bohdaneč   | Rep. Ceca   | 6 - 2     | Polonia     |

| Pos | Squadra     | Pti | G | V | N | P | GF | GS |
| --- | ----------- | --- | - | - | - | - | -- | -- |
| 1   | Rep. Ceca   | 18  | 6 | 6 | 0 | 0 | 31 | 4  |
| 2   | Polonia     | 9   | 6 | 3 | 0 | 3 | 22 | 9  |
| 3   | Bielorussia | 9   | 6 | 3 | 0 | 3 | 12 | 9  |
| 4   | Estonia     | 0   | 6 | 0 | 0 | 6 | 0  | 43 |

Rep. Ceca avanza al playoff A-B.

### Gruppo 7
| Data              | Luogo       | Squadra 1  | Risultato | Squadra 2  |
| ----------------- | ----------- | ---------- | --------- | ---------- |
| 17 settembre 1995 | Vienna      | Austria    | 2 - 1     | Jugoslavia |
| 27 settembre 1995 | Belgrado    | Jugoslavia | 0 - 5     | Svizzera   |
| 15 ottobre 1995   | Herisau     | Svizzera   | 3 - 0     | Austria    |
| 5 novembre 1995   | Wolfsberg   | Austria    | 1 - 0     | Grecia     |
| 2 dicembre 1995   | Volos       | Grecia     | 0 - 3     | Jugoslavia |
| 2 marzo 1996      | Patrasso    | Grecia     | 2 - 0     | Svizzera   |
| 6 aprile 1996     | Chalkidiki  | Grecia     | 0 - 0     | Austria    |
| 4 maggio 1996     | Chêne-Bourg | Svizzera   | 3 - 1     | Grecia     |
| 19 maggio 1996    | Koblach     | Austria    | 4 - 3     | Svizzera   |
| 8 giugno 1996     | Belgrado    | Jugoslavia | 5 - 1     | Austria    |
| 16 giugno 1996    | Soletta     | Svizzera   | 1 - 1     | Jugoslavia |
| 28 agosto 1996    | Belgrado    | Jugoslavia | 3 - 0     | Grecia     |

| Pos | Squadra    | Pti | G | V | N | P | GF | GS |
| --- | ---------- | --- | - | - | - | - | -- | -- |
| 1   | Svizzera   | 10  | 6 | 3 | 1 | 2 | 15 | 8  |
| 2   | Jugoslavia | 10  | 6 | 3 | 1 | 2 | 13 | 9  |
| 3   | Austria    | 10  | 6 | 3 | 1 | 2 | 8  | 12 |
| 4   | Grecia     | 4   | 6 | 1 | 1 | 4 | 3  | 10 |

Svizzera avanza al playoff A-B.

### Gruppo 8
| Data              | Luogo      | Squadra 1 | Risultato | Squadra 2 |
| ----------------- | ---------- | --------- | --------- | --------- |
| 16 settembre 1995 | Kjustendil | Bulgaria  | 0 - 1     | Ucraina   |
| 4 ottobre 1995    | Kecskemét  | Ungheria  | 6 - 0     | Turchia   |
| 21 novembre 1995  | Istanbul   | Turchia   | 0 - 4     | Bulgaria  |
| 22 novembre 1995  | Debrecen   | Ungheria  | 1 - 1     | Ucraina   |
| 14 aprile 1996    | Donec'k    | Ucraina   | 3 - 0     | Turchia   |
| 14 aprile 1996    | Sofia      | Bulgaria  | 3 - 2     | Ungheria  |
| 9 maggio 1996     | Istanbul   | Turchia   | 1 - 2     | Ungheria  |
| 19 maggio 1996    | Donec'k    | Ucraina   | 2 - 1     | Bulgaria  |
| 16 giugno 1996    | Užhorod    | Ucraina   | 2 - 0     | Ungheria  |
| 16 giugno 1996    | Sofia      | Bulgaria  | 3 - 0     | Turchia   |
| 24 agosto 1996    | Istanbul   | Turchia   | 0 - 3     | Ucraina   |
| 25 agosto 1996    | Seghedino  | Ungheria  | 1 - 2     | Bulgaria  |

| Pos | Squadra     | Pti | G | V | N | P | GF | GS |
| --- | ----------- | --- | - | - | - | - | -- | -- |
| 1   | Ucraina     | 16  | 6 | 5 | 1 | 0 | 12 | 2  |
| 2   | Bulgaria    | 12  | 6 | 4 | 0 | 2 | 13 | 6  |
| 3   | Ungheria    | 7   | 6 | 2 | 1 | 3 | 12 | 9  |
| 4   | Turchia     | 0   | 6 | 0 | 0 | 6 | 1  | 21 |
| 5   | Azerbaigian | 0   | 0 | 0 | 0 | 0 | 0  | 0  |

Azerbaigian si ritira prima delle qualificazioni. Ucraina avanza al playoff A-B.

## Playoff A
| Squadra 1  | Totale | Squadra 2   | Andata | Ritorno |
| ---------- | ------ | ----------- | ------ | ------- |
| Finlandia  | 0 - 5  | Francia     | 0 - 2  | 0 - 3   |
| Portogallo | 1 - 12 | Danimarca   | 1 - 7  | 0 - 5   |
| Spagna     | 3 - 2  | Inghilterra | 2 - 1  | 1 - 1   |
| Islanda    | 0 - 7  | Germania    | 0 - 3  | 0 - 4   |

Francia, Danimarca, Spagna, Germania qualificate.

## Playoff A-B
| Squadra 1 | Totale | Squadra 2   | Andata | Ritorno |
| --------- | ------ | ----------- | ------ | ------- |
| Belgio    | 5 - 2  | Slovacchia  | 3 - 1  | 2 - 1   |
| Svizzera  | 6 - 2  | Croazia     | 3 - 2  | 3 - 0   |
| Rep. Ceca | 1 - 3  | Paesi Bassi | 1 - 2  | 0 - 1   |
| Ucraina   | 5 - 3  | Romania     | 1 - 2  | 4 - 1   |